# بازارلار، کوتاهیه
بازارلار (به ترکی استانبولی: Pazarlar) یک منطقهٔ مسکونی در ترکیه است که در استان کوتاهیه واقع شده‌است. بازارلار ۹۵۰ متر بالاتر از سطح دریا واقع شده‌است.